# Senteanivka, Sloveanoserbsk
Senteanivka (în ucraineană Сентянівка), cunoscut până în 2016 sub numele de Frunze (în ucraineană Фрунзе), este o așezare de tip urban din raionul Sloveanoserbsk, regiunea Luhansk, Ucraina. În afara localității principale, mai cuprinde și satele Dacine și Jolobok.

## Demografie
Componența lingvistică a așezării de tip urban Frunze
     Ucraineană (61,09%)
     Rusă (37,87%)
     Alte limbi (0,94%)
Conform recensământului din 2001, majoritatea populației așezării de tip urban Frunze era vorbitoare de ucraineană (61,09%), existând în minoritate și vorbitori de rusă (37,87%).